# Isabel Maria de Alcântara, Duquesa de Goiás
Isabel Maria de Alcântara Brasileira, Duquesa de Goiás (Rio de Janeiro, 23 de maio de 1824 — Murnau am Staffelsee, 3 de novembro de 1898), foi uma nobre brasileira, filha ilegítima do imperador Pedro I do Brasil com Domitila de Castro, a Marquesa de Santos. A duquesa foi legitimada, ou seja, reconhecida como filha do imperador, em 1826, e passou a viver no Palácio de São Cristóvão junto a seus irmãos. Recebeu o título nobiliárquico de Duquesa de Goiás, com direito de ser tratada por "Sua Alteza" e usar o prefixo honorífico "Dona". A duquesa fora separada da Marquesa de Santos ainda muito jovem, e não tinha qualquer recordação de sua mãe biológica, que teve sua identidade ocultada por desejo do imperador.
Foi enviada para Paris, onde passou a ser educada para se tornar um freira. Em 1834 seu pai morreu, e a tarefa de criar D. Isabel Maria foi assumida por sua viúva, a imperatriz D. Amélia e por sua mãe, Augusta

## Biografia

### Primeiros anos
Isabel Maria nasceu no Rio de Janeiro e foi registrada como filha de pais incógnitos que teria sido abandonada na casa do coronel João de Castro (na verdade, seu avô materno). Nessa condição, ela foi batizada em 31 de maio de 1824 na igreja de São Francisco Xavier do Engenho Velho, tendo como padrinhos os pais da marquesa de Santos. Pouco antes de seu aniversário de dois anos, o imperador reconheceu publicamente sua paternidade e exigiu que ela fosse anotada no assento de batismo da criança. Em decreto datado de 24 de maio de 1826, dom Pedro concedeu-lhe também o título de Duquesa de Goiás, com direito ao tratamento de Alteza. Os atos imperiais causaram furor na corte e foram comemorados numa festa com pompas de grande gala, celebrada no Palacete do Caminho Novo, a imponente residência que o imperador construiu para a amante nos arredores do Palácio Imperial de São Cristóvão. Em 6 de junho, perante toda a corte, Isabel Maria foi apresentada oficialmente à imperatriz Leopoldina. A partir de então, a duquesa passou a frequentar o palácio diariamente para ser educada junto com as irmãs.
Poucos meses depois da morte de Dona Leopoldina, em agosto de 1827, Isabel Maria foi levada para viver em definitivo no Palácio de São Cristóvão. Dom Pedro I casou-se novamente em 1829 e rompeu definitivamente com a marquesa de Santos, que foi enviada de volta a São Paulo. A mãe da nova imperatriz, Augusta, já havia deixado claro que não permitiria a permanência da pequena duquesa em São Cristóvão e antes mesmo da chegada de D.Amélia ao Brasil Isabel Maria teve que ser transferida para o Palacete Imperial da Praia Grande - residência oficial de verão durante o primeiro reinado - em Niterói.

### Estudos na Europa

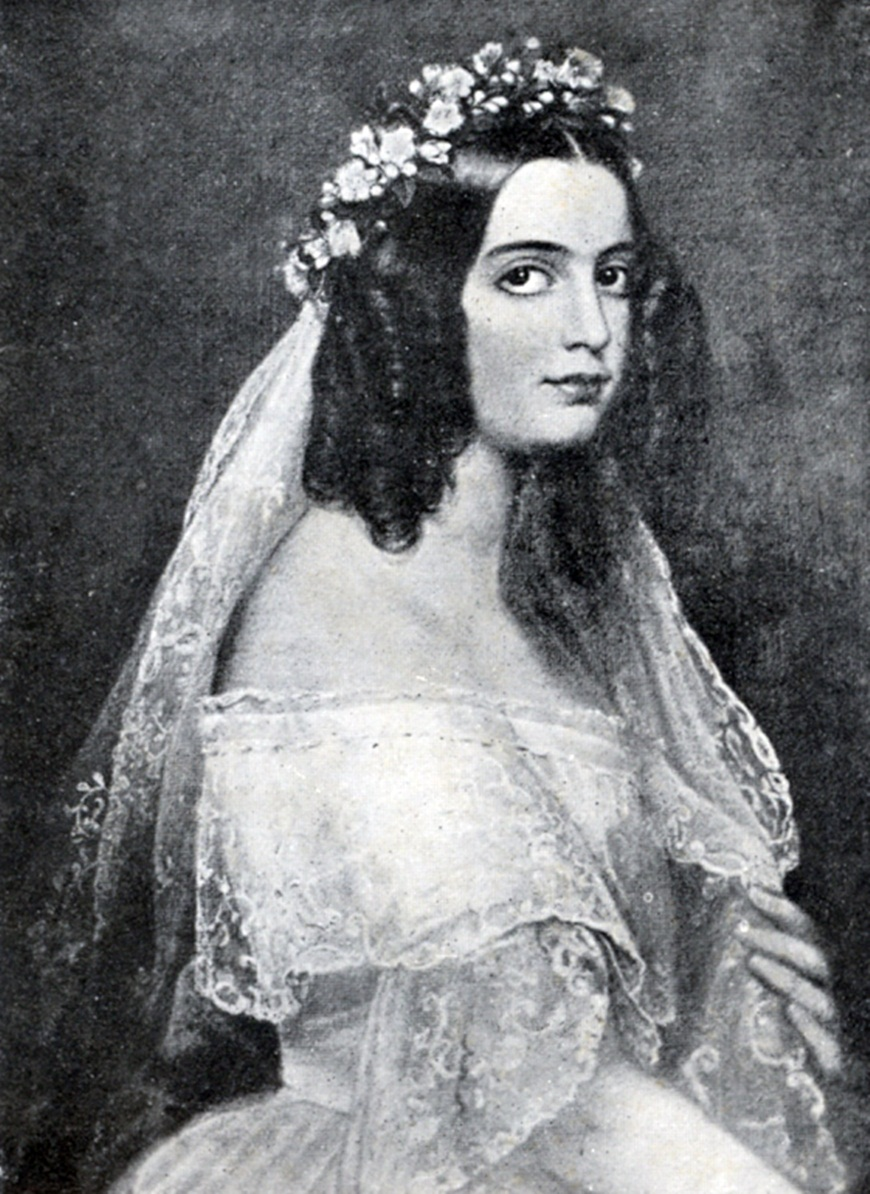
Isabel Maria, Duquesa de Goiás, em uma pintura localizada na Baviera.

D. Pedro I decidiu naquele mesmo ano enviar Isabel Maria para ser educada na Europa. A menina, então com cinco anos, embarcou em 25 de novembro com destino à França, levando uma carta do secretário Francisco Gomes ao visconde de Pedra Branca com a recomendação de que sua instrução deveria ser "a melhor possível para fazer uma freira, com a menor despesa possível, sem contudo faltar à decência devida a uma filha de S.M.I., posto que bastarda." A viagem teve inúmeros percalços: uma tempestade danificou as velas do navio, seus ocupantes foram acometidos por um surto de febre e a duquesa passou a queixar-se de dores no peito. Diante de tal situação, Paulo Martins de Almeida, responsável pela menina, ordenou ao comandante que mudasse o curso para Plymouth, onde aportaram em 8 de fevereiro de 1830. A comitiva instalou-se em Londres enquanto os viscondes de Itabaiana e de Resende procuravam em Paris um colégio adequado à educação da duquesa.
Isabel Maria finalmente foi levada para Paris e passou a estudar em regime de internato na Ecole du Sacré-Coeur, onde as filhas da aristocracia católica francesa eram educadas. Alguns anos depois, Isabel Maria teria como colega a condessa de Teba, Eugênia de Montijo, futura imperatriz dos franceses como esposa de Napoleão III.}} No Brasil, d. Pedro recebia mensalmente relatórios médicos e informações sobre o desenvolvimento da filha. As freiras responsáveis pela escola relatavam que a duquesa era extremamente dócil e, com exceção do piano, vinha saindo-se bem em todas as disciplinas. Todavia, também informavam que era dada a variações de humor quando obrigada a estudar.
Em 7 de abril de 1831, d. Pedro abdicou do trono do Brasil e partiu para a Europa com d. Amélia e a rainha d. Maria II. Após alguns meses como hóspede do rei Luís Filipe, o agora duque de Bragança adquiriu uma casa e Isabel Maria começou a passar os finais de semana com a família. Foi ai que d. Amélia ficou sabendo sobre a existençia e a aceitou acabou adotando-a como filha. Em 25 de janeiro de 1832, d. Pedro seguiu para Portugal para retomar o trono usurpado por seu irmão, d. Miguel, deixando Isabel Maria aos cuidados da esposa e da sogra, a duquesa Augusta. Logo após as forças constitucionais conquistarem Lisboa, d. Pedro enviou a Paris seu cunhado, o marquês de Loulé, para trazer d. Amélia e d. Maria II para o território português. A duquesa de Goiás, nessa ocasião, voltou para o internato.[carece de fontes?]
D. Pedro morreu em 24 de setembro de 1834 e a tarefa de criar Isabel Maria foi assumida por d. Amélia e por sua mãe. A duquesa fora separada da marquesa de Santos com tão pouca idade que não tinha qualquer recordação de sua mãe biológica e por isso tinha d. Amélia e a duquesa Augusta como suas mãe e avó naturais. Em 1839, sob a tutoria do marquês de Resende, Isabel Maria seguiu para Munique e ingressou no Real Instituto de Moças para concluir seus estudos. Em 1841, d. Amélia enviou notícias de seu progresso ao enteado, o imperador d. Pedro II: "Todos estão muito contentes com Isabel Maria no instituto, e minha mãe escreveu que ela cresce e se embeleza todos os dias."

## Casamento
Nessa época, D. Amélia passou a procurar um marido adequado para a enteada. Embora tenha recebido uma considerável herança do pai, o dote de Isabel Maria foi provido por seus irmãos D. Pedro II do Brasil, D. Maria II de Portugal e pela própria madrasta, que encarregou-se pessoalmente de seu enxoval.

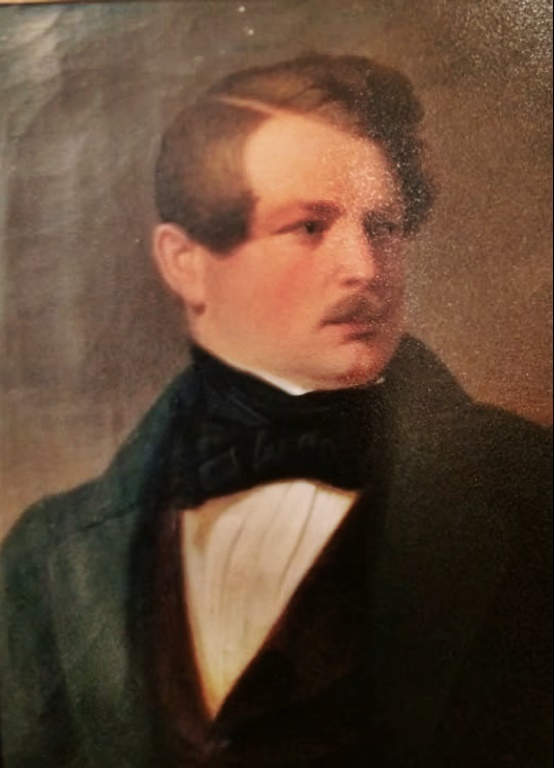
Ernesto José João Fischler de Treuberg, 2º conde de Treuberg e barão de Holsen, marido de Isabel Maria.

Em 1842, a duquesa de Bragança comunicou ao imperador do Brasil que havia acertado o casamento da duquesa de Goiás com Ernesto José João Fischler de Treuberg, 2º conde de Treuberg e barão de Holzen, filho de Francisco Xavier Nicolau Fischler de Treuberg e de sua esposa Maria Crescência Ana Joana, filha caçula de Carlos Frederico, príncipe de Hohenzollern-Sigmaringen. Treze anos mais velho que a jovem, o conde era um rico proprietário de terras e aparentado com a família real da Prússia pelo lado materno. Em novembro desse ano, D. Amélia pediu a D. Pedro II que concedesse ao futuro cunhado a Ordem da Rosa. A cerimônia de casamento ocorreu no Palácio Leuchtenberg, em Munique, em 17 de abril de 1843. O casal teve quatro filhos:
- Maria Amélia Fischler de Treuberg  (6 de fevereiro de 1844 – 30 de março de 1919)
- Fernando Fischler, 3.º Conde de Treuberg (1845–1897), 3º Conde de Treuberg e Barão de Holzen; casou-se com Rosine Antonie Therese de Poschinger. Com descendência.[nota 4]
- Augusta Maria Fischler de Treuberg (8 de outubro de 1846 – 16 de agosto de 1909) Casada com Maximilian, Barão Tänzl de Trazberg, com quem teve um filho e cinco filhas. Vivia no Castelo de Dietldorf.
- Francisco Xavier Fischler de Treuberg (2 de julho de 1855 – 1 de fevereiro de 1933), casou-se primeiro com Karoline de Wendt e depois com Ludovica Manuela Maria de Wendt. Teve descendência em ambos os casamentos.

## Relação posterior com a Duquesa de Bragança

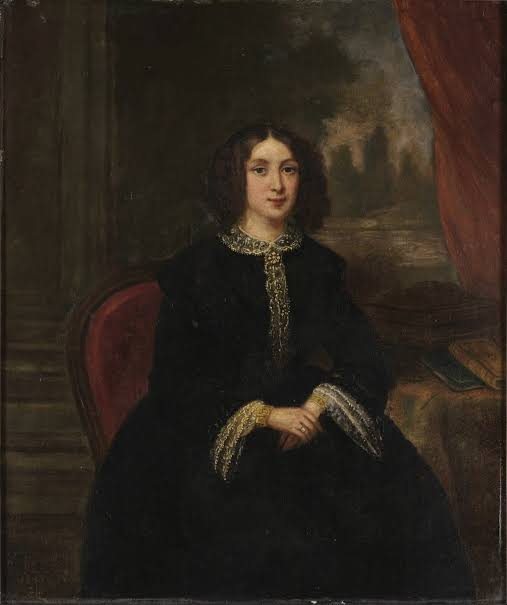
A Duquesa de Goiás em 1853.

Após casar-se, em 1848, com Maria Isabel de Alcântara Bourbon (irmã da duquesa de Goiás), o Conde de Iguaçu tentou contatar a cunhada na Baviera. Isabel Maria, como se sabe, não tinha nenhuma recordação de sua família materna e ficou chocada quando recebeu do conde, como provas de sua ascendência, as cartas trocadas entre D. Pedro I e a Marquesa de Santos nas quais os amantes mencionavam a filha. A história, que havia sido ocultada da duquesa por desejo expresso do imperador, acabou por abalar a relação familiar que Isabel mantinha com dona Amélia.

## Últimos anos

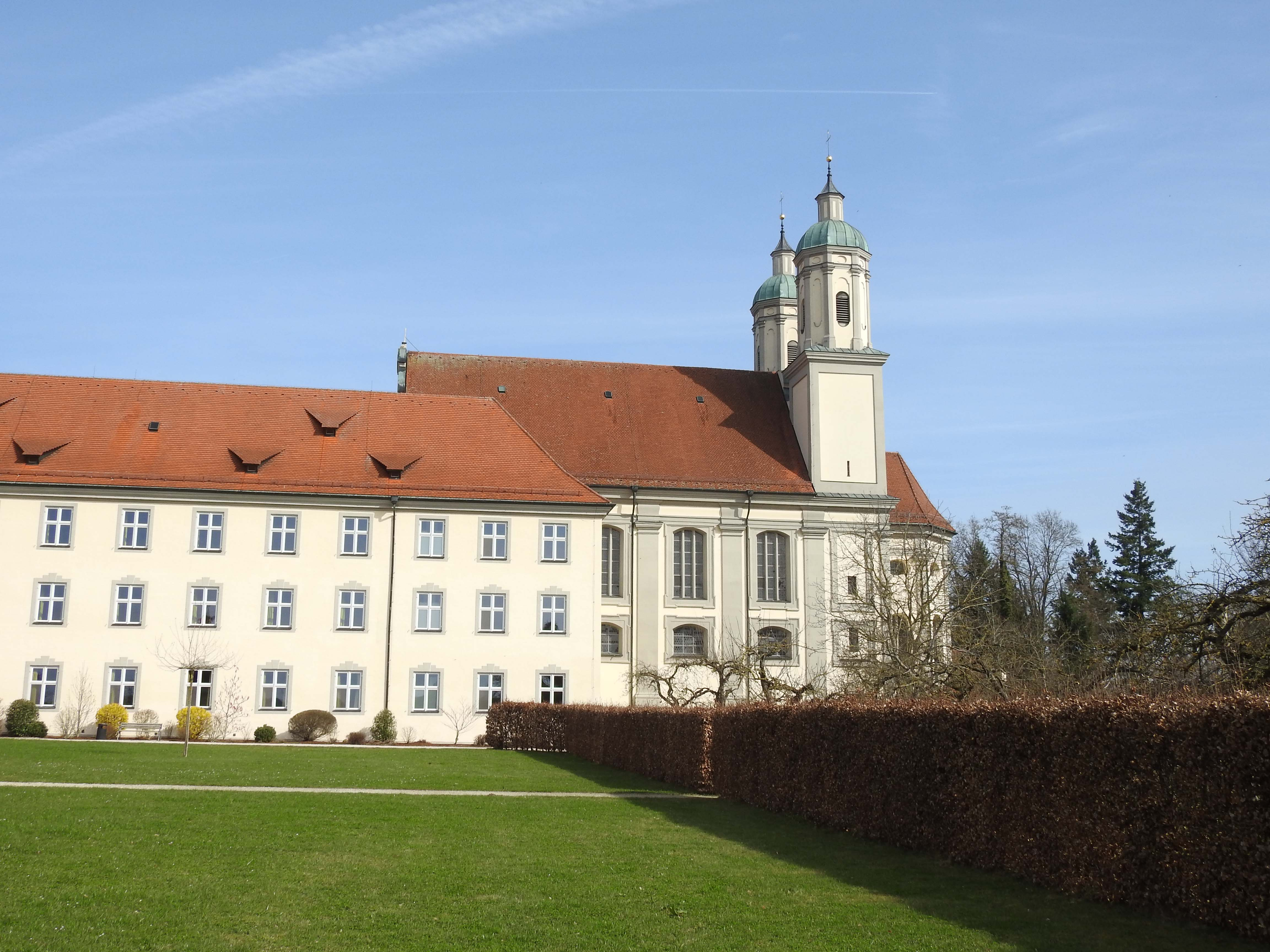
A igreja onde estão sepultados a Duquesa e o Conde.

O Conde de Treuberg morreu em 1867, aos 50 anos de idade, apenas seis meses antes da morte de sua sogra, a marquesa de Santos. Isabel Maria morreu em Murnau am Staffelsee, em 3 de novembro de 1898, aos 74 anos, exatamente 31 anos após a morte de sua mãe. Está sepultada junto ao marido na Igreja do Mosteiro de São João Batista (Holzen) (em alemão: Klosterkirche Holzen St. Johannes der Täufer).[carece de fontes?]

## Títulos e estilos
- 24 de maio de 1826 — 17 de abril de 1843: Sua Alteza, a Duquesa de Goiás
- 17 de abril de 1843 — 3 de novembro de 1898: Sua Excelência, a Condessa de Treuberg, Baronesa de Holzen

## Ancestralidade
|  |                                                                 |  |  |  |  |  |  |  |  |  |  |  |  |  |  |  |
|  | 8. Pedro III de Portugal                                        |  |  |  |  |  |  |  |  |  |  |  |  |  |  |  |
|  |                                                                 |  |  |  |  |  |  |  |  |  |  |  |  |  |  |  |
|  |                                                                 |  |  |  |  |  |  |  |  |  |  |  |  |  |  |  |
|  | 4. João VI de Portugal                                          |  |  |  |  |  |  |  |  |  |  |  |  |  |  |  |
|  |                                                                 |  |  |  |  |  |  |  |  |  |  |  |  |  |  |  |
|  |                                                                 |  |  |  |  |  |  |  |  |  |  |  |  |  |  |  |
|  | 9. Maria I de Portugal                                          |  |  |  |  |  |  |  |  |  |  |  |  |  |  |  |
|  |                                                                 |  |  |  |  |  |  |  |  |  |  |  |  |  |  |  |
|  |                                                                 |  |  |  |  |  |  |  |  |  |  |  |  |  |  |  |
|  | 2. Pedro I do Brasil                                            |  |  |  |  |  |  |  |  |  |  |  |  |  |  |  |
|  |                                                                 |  |  |  |  |  |  |  |  |  |  |  |  |  |  |  |
|  |                                                                 |  |  |  |  |  |  |  |  |  |  |  |  |  |  |  |
|  | 10. Carlos IV de Espanha                                        |  |  |  |  |  |  |  |  |  |  |  |  |  |  |  |
|  |                                                                 |  |  |  |  |  |  |  |  |  |  |  |  |  |  |  |
|  |                                                                 |  |  |  |  |  |  |  |  |  |  |  |  |  |  |  |
|  | 5. Carlota Joaquina de Espanha                                  |  |  |  |  |  |  |  |  |  |  |  |  |  |  |  |
|  |                                                                 |  |  |  |  |  |  |  |  |  |  |  |  |  |  |  |
|  |                                                                 |  |  |  |  |  |  |  |  |  |  |  |  |  |  |  |
|  | 11. Maria Luísa de Parma                                        |  |  |  |  |  |  |  |  |  |  |  |  |  |  |  |
|  |                                                                 |  |  |  |  |  |  |  |  |  |  |  |  |  |  |  |
|  |                                                                 |  |  |  |  |  |  |  |  |  |  |  |  |  |  |  |
|  | 1. Isabel Maria de Alcântara Brasileira, Duquesa de Goiás       |  |  |  |  |  |  |  |  |  |  |  |  |  |  |  |
|  |                                                                 |  |  |  |  |  |  |  |  |  |  |  |  |  |  |  |
|  |                                                                 |  |  |  |  |  |  |  |  |  |  |  |  |  |  |  |
|  | 12. João Baptista do Canto e Melo                               |  |  |  |  |  |  |  |  |  |  |  |  |  |  |  |
|  |                                                                 |  |  |  |  |  |  |  |  |  |  |  |  |  |  |  |
|  |                                                                 |  |  |  |  |  |  |  |  |  |  |  |  |  |  |  |
|  | 6. João de Castro Canto e Melo, 1º Visconde de Castro           |  |  |  |  |  |  |  |  |  |  |  |  |  |  |  |
|  |                                                                 |  |  |  |  |  |  |  |  |  |  |  |  |  |  |  |
|  |                                                                 |  |  |  |  |  |  |  |  |  |  |  |  |  |  |  |
|  | 13. Elisabeth (Isabel) Ricketts                                 |  |  |  |  |  |  |  |  |  |  |  |  |  |  |  |
|  |                                                                 |  |  |  |  |  |  |  |  |  |  |  |  |  |  |  |
|  |                                                                 |  |  |  |  |  |  |  |  |  |  |  |  |  |  |  |
|  | 3. Domitila de Castro Canto e Melo, Marquesa de Santos          |  |  |  |  |  |  |  |  |  |  |  |  |  |  |  |
|  |                                                                 |  |  |  |  |  |  |  |  |  |  |  |  |  |  |  |
|  |                                                                 |  |  |  |  |  |  |  |  |  |  |  |  |  |  |  |
|  | 14. José Bonifácio Ribas (1739 - ?), escrivão da Fazenda Real   |  |  |  |  |  |  |  |  |  |  |  |  |  |  |  |
|  |                                                                 |  |  |  |  |  |  |  |  |  |  |  |  |  |  |  |
|  |                                                                 |  |  |  |  |  |  |  |  |  |  |  |  |  |  |  |
|  | 7. Escolástica Bonifácia de Toledo Ribas, Viscondessa de Castro |  |  |  |  |  |  |  |  |  |  |  |  |  |  |  |
|  |                                                                 |  |  |  |  |  |  |  |  |  |  |  |  |  |  |  |
|  |                                                                 |  |  |  |  |  |  |  |  |  |  |  |  |  |  |  |
|  | 15. D. Ana Maria de Toledo (? - 1839)                           |  |  |  |  |  |  |  |  |  |  |  |  |  |  |  |
|  |                                                                 |  |  |  |  |  |  |  |  |  |  |  |  |  |  |  |
|  |                                                                 |  |  |  |  |  |  |  |  |  |  |  |  |  |  |  |